# Kale (album)
Kale je společné EP amerických hudebních skupin Arbouretum a Pontiak. Vydáno bylo v roce 2008 společností Thrill Jockey. Obsahuje celkem sedm písní, tři v podání kapely Arbouretum, čtyři od Pontiak. Vedle autorských písní se na albu nachází celkem tři coververze písní velšského hudebníka a skladatele Johna Calea: „Buffalo Ballet“ (Arbouretum), „The Endless Plain of Fortune“ a „Mr. Wilson“ (Pontiak). Album bylo nahráno v domovském studiu kapely Pontiak ve městě Warrenton ve Virginii.

## Seznam skladeb
| Pořadí | Název                        | Autor                             | Interpret  | Délka |
| ------ | ---------------------------- | --------------------------------- | ---------- | ----- |
| 1.     | Time Doesn't Lie             | Arbouretum, David Heumann, Wilson | Arbouretum | 9:46  |
| 2.     | Buffalo Ballet               | John Cale                         | Arbouretum | 5:40  |
| 3.     | Flood of Floods              | David Heumann                     | Arbouretum | 6:32  |
| 4.     | Dome Under the Sky           | Pontiak                           | Pontiak    | 5:02  |
| 5.     | The Endless Plain of Fortune | John Cale                         | Pontiak    | 8:34  |
| 6.     | Green Pool                   | Pontiak                           | Pontiak    | 3:26  |
| 7.     | Mr. Wilson                   | John Cale                         | Pontiak    | 2:20  |